# Firmin Touche

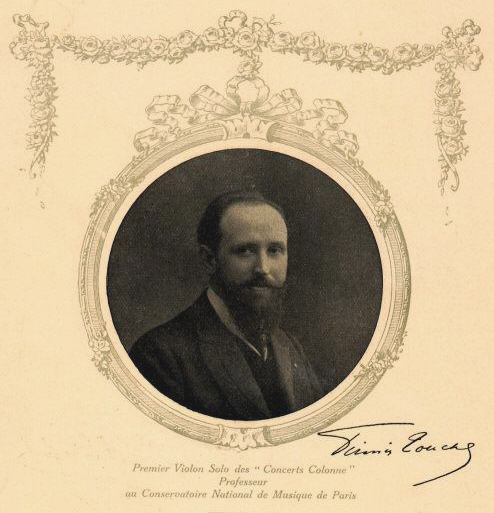
Firmin Touche

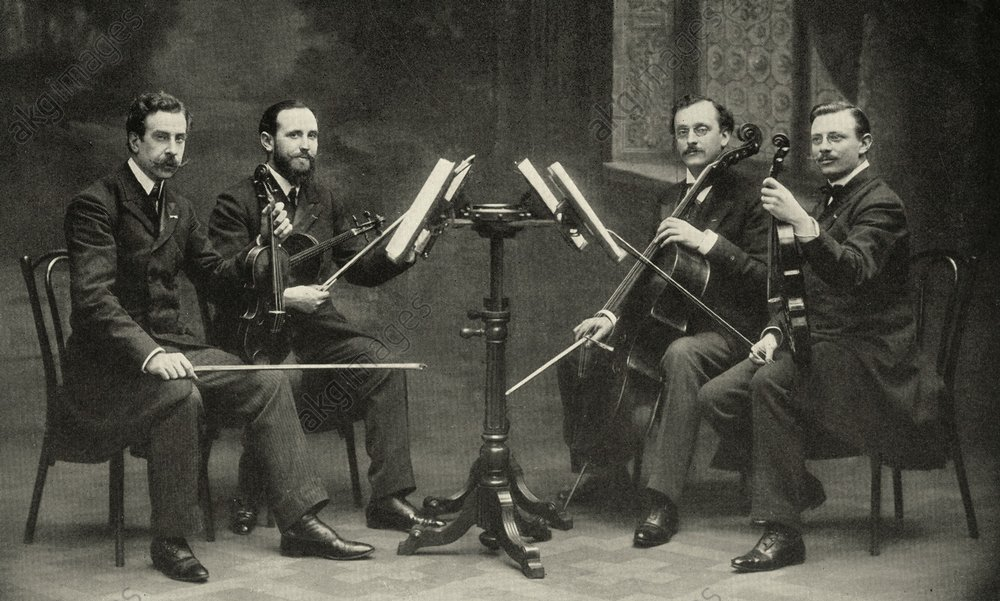
Das Hayot Streichquartett 1904 mit Firmin Touche (zweiter von links)

Firmin Touche (* 25. Juli 1875 in Avignon; † März 1957) war ein französischer Violinist und Musikpädagoge. Er war der Vater des Organisten Jean-Claude Touche.

## Leben und Werk
Touche schloss 1895 seine Violinstudien am Konservatorium Paris ab. Von 1898 bis 1904 spielte er im Orchester des Pariser Konservatoriums, dann wurde er Soloviolinist im Orchester der Pariser Oper und im Orchester Concerts Colonne (Orchester des Dirigenten Édouard Colonne). Für einige Zeit spielte er die zweite Violine im Quartett von Maurice Hayo. Dann gründete er sein eigenes Streichquartett, mit dem er Uraufführungen beispielsweise von Maurice Ravels Introduktion und Allegro Op. 46 (1907) und Florent Schmitts Quintett Op. 51 (1909) durchführte. Eines der Mitglieder seines Quartetts war der Bratschist Maurice Vieux. Touche trat mit der Pianistin Blanche Selva in kammermusikalischen Darbietungen auf. Mit seinem Bruder Francis leitete er ab 1891 die Pariser Konzertreihen Concerts Rouge und Concerts Touche.
Touche hatte 1921 für das Label Vocalion das Violinsolo Meditation, die Zwischenaktmusik aus der Oper Thaïs von Jules Massenet, und die Sicilienne und Rigaudon (François Francœur/Fritz Kreisler) auf Tonträger eingespielt. Den Klavierpart in diesen Aufnahmen übernahm damals Noël Gallon.
Seit 1899 unterrichtete er am Pariser Konservatorium Violine. Im Februar 1928 wurde Touche als Nachfolger des verstorbenen Édouard Nadaud zum Professor am Pariser Konservatorium ernannt. Zu seinen Schülern gehörten Raymond Gallois-Montbrun, Eduard Melkus und Jean Laurent.
Firmin Touche wurde 1929 zum Ritter der Ehrenlegion ernannt.